# Кошкарёв, Дмитрий Георгиевич
Дмитрий Георгиевич Кошкарёв — российский физик, лауреат Ленинской премии 1970 г.
Родился 12.03.1932.
Окончил Московский инженерно-физический институт (1955).
Работал в Институте теоретической и экспериментальной физики (1955—1964) и в Институте физики высоких энергий (1964—1966).
С 1966 — снова в Институте теоретической и экспериментальной физики (ИТЭФ), с 1970 г. — зав. лабораторией, последняя должность (2010) — главный научный сотрудник.
Доктор физико-математических наук (1970). Старший научный сотрудник (1963). Профессор.
Соавтор книги:
- Ядерный синтез с инерционным удержанием : соврем. состояние и перспективы для энергетики / под ред. Б. Ю. Шаркова. — М. : ФИЗМАТЛИТ, 2005 (ОАО Ивановская обл. тип.). — 262, [1] с. : ил., табл.; 22 см; ISBN 5-9221-0619-8 (в пер.)

Публикации:
- Реликтовые нейтрино и гравитация / Кошкарёв Д. Г. — Москва : ИТЭФ, 2009. — 6 с. : ил.; 21 см. — (Институт теоретической и экспериментальной физики; 2-09).
- Продольная компрессия ионных пучков / А. В. Бархударян, Д. Г. Кошкарев. — М. : ИТЭФ, 1982. — 14 с.; 20 см. — (Препринт. / Ин-т теорет. и эксперим. физики. ИТЭФ-25; ;).
- Преобразование фазовых объемов при инжекции в синхротрон на сверхвысокие энергии из синхротрона с меньшим диаметром [Текст] / А. Г. Стадников, Д. Г. Кошкарев. — Москва : [б. и.], 1975. — 7 с.; 26 см. — (Издания/ Ин-т теорет. и эксперим. физики; ИТЭФ-107).
- О трехкомпонентных электрон-ионных кольцах [Текст] / Л. П. Николаева, Д. Г. Кошкарев. — Москва : [Отд. науч.-техн. информации], 1973. — 24 с. : граф.; 25 см. — (Институт теоретической и экспериментальной физики; ИТЭФ-79).
- Гармонический анализ в задачах динамического согласования пучка / Л. Г. Воробьев, Д. Г. Кошкарев. — М. : ИТЭФ, 1992. — 21 стб. : ил.; 28 см. — (Препринт. Ин-т теорет. и эксперим. физики; 92-4).
- Канал для конечной фокусировки ионного пучка на мишень ТВАК, основанный на использовании только теплых квадрупольных линз / М. М. Кац, Д. Г. Кошкарев. — М. : Ин-т теорет. и эксперим. физики, 1999. — 11 с. : ил.; 20 см. — (Институт теоретической и экспериментальной физики; 32-99).
- Мощный тяжелоионный драйвер для зажигания термоядерной DT мишени / Д. Г. Кошкарев, М. Д. Чуразов, М. М. Баско [и др.]. — М. : Ин-т теорет. и эксперим. физики, 2001. — 10 с. : ил.; 21 см. — (Институт теоретической и экспериментальной физики; 4-01).

Лауреат Ленинской премии 1970 г., присужденной за участие в разработке и вводе в действие протонного синхротрона ИФВЭ на энергию 70 гэв (придумал, как проходить критическую энергию).
Премия имени В. И. Векслера РАН 2009 г. — за цикл работ «Создание системы перезарядной инжекции и исследование процессов при не-лиувиллевском накоплении интенсивных пучков тяжелых ионов на ускорителе-накопителе ИТЭФ-ТВН».